# 加島駅

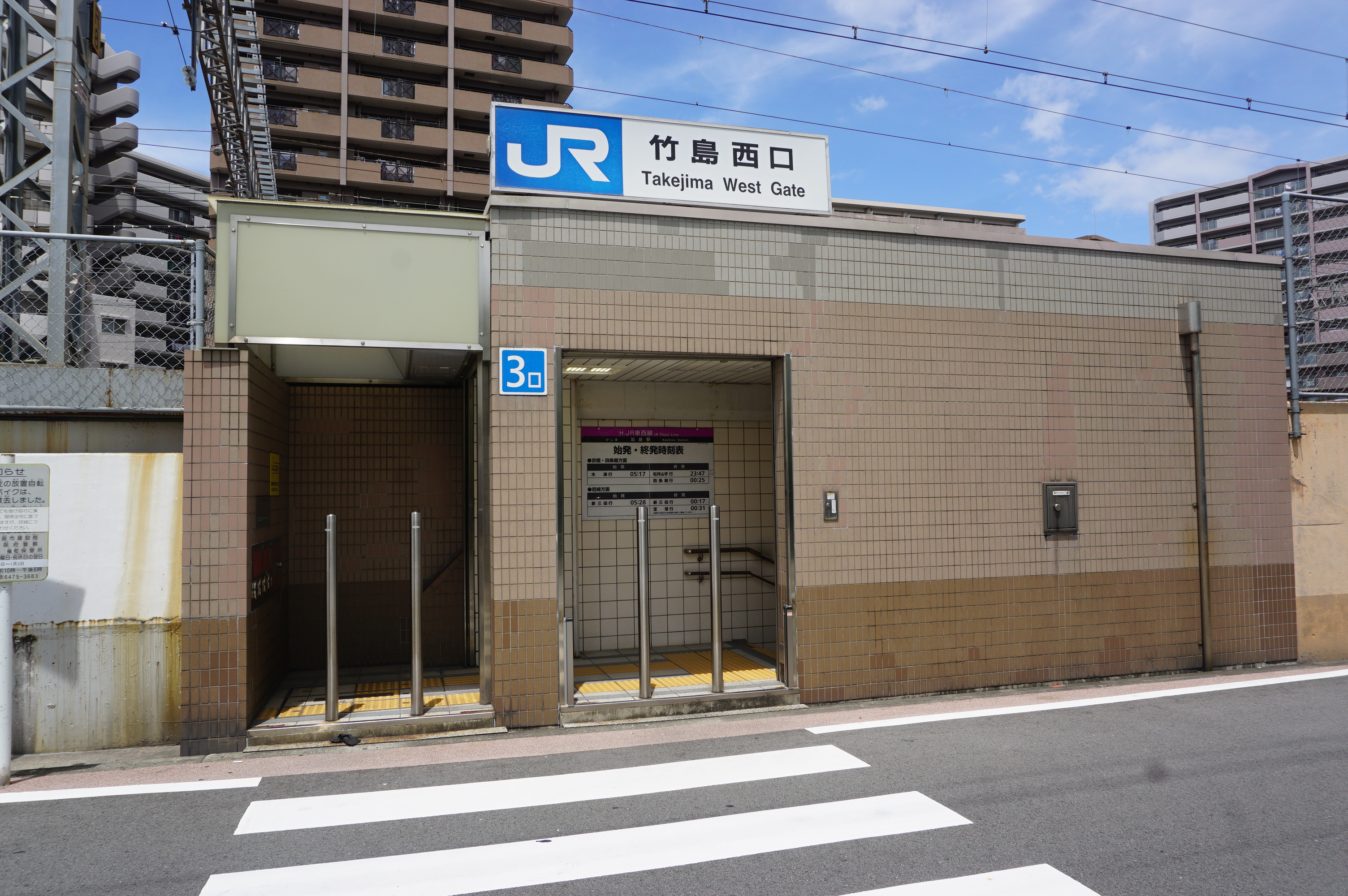
「竹島西口」と表記されている南口（2020年7月）

加島駅（かしまえき）は、大阪府大阪市淀川区加島三丁目にある、西日本旅客鉄道（JR西日本）JR東西線の駅である。駅番号はJR-H48。駅シンボルは当駅付近に「島」のつく地名が多く存在することから、その「島」に打ち寄せる波をイメージした「青海波」である。駅カラーは山吹である。駅南側は西淀川区に接している。
東海道本線（JR神戸線）の塚本駅 - 尼崎駅間の線路敷の直下に位置する。

## 歴史
- 1996年（平成8年）5月16日：駅名を「加島駅」に決定。仮駅名は「竹島駅」であった[4]。
- 1997年（平成9年）3月8日：JR東西線の尼崎駅 - 京橋駅間の全線開通と同時に開業[2]。Jスルーが導入される[2]。
- 2003年（平成15年）11月1日：ICカード「ICOCA」の利用が可能となる[5]。
- 2011年（平成23年）3月8日：JR宝塚・JR東西・学研都市線運行管理システム導入。接近メロディ導入。
- 2018年（平成30年）3月17日：駅ナンバリングが導入される[6]。
- 2020年（令和2年）12月1日：JR西日本交通サービスによる業務委託駅となる。

## 駅構造
島式ホーム1面2線を有する地下駅で、ホーム有効長は8両編成分である。改札口およびコンコースは地下1階、ホームは地下2階となる。当駅のホームはカーブ上にある。
改札口は1か所。駅出口は北口（淀川区加島側）と南口（西淀川区竹島側）がある。北口にはロータリーとバスターミナルなども設けられているが、南口は住宅地に面した細い路地にあるため、駐輪場程度の設備しかない。南口は「加島駅」の表記はなく「竹島西口」・「竹島東口」となっている。
トイレは改札内奥にある。
北新地駅が管理するJR西日本交通サービスによる業務委託駅で、ICOCA利用可能駅（相互利用可能ICカードはICOCAの項を参照）。また、JRの特定都区市内制度における「大阪市内」に所属している駅である。

### のりば
| のりば | 路線     | 方向 | 行先                     |
| ------ | -------- | ---- | ------------------------ |
| 1      | JR東西線 | 下り | 尼崎・宝塚・三ノ宮方面   |
| 2      | JR東西線 | 上り | 北新地・京橋・四条畷方面 |

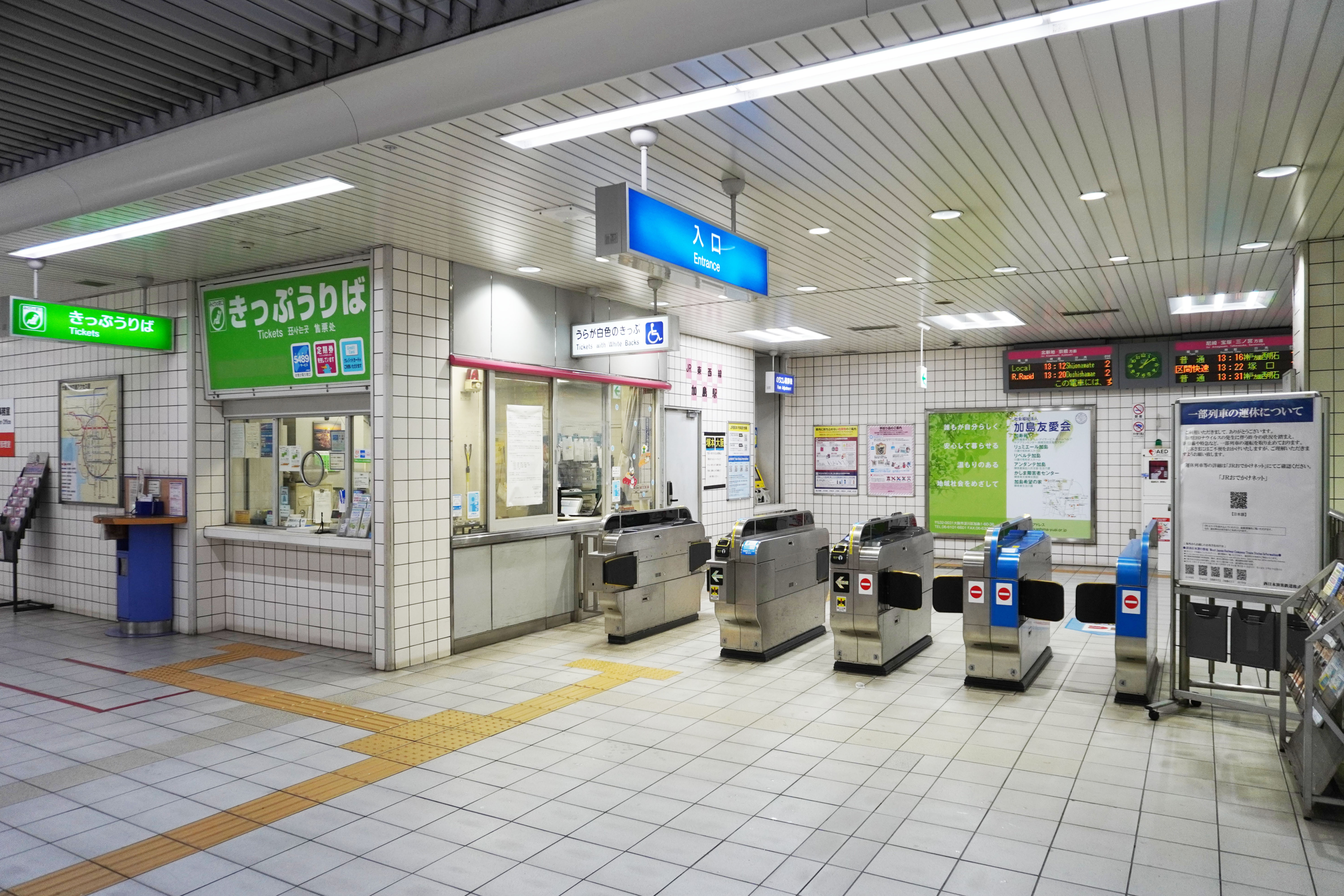
改札口（2023年2月）
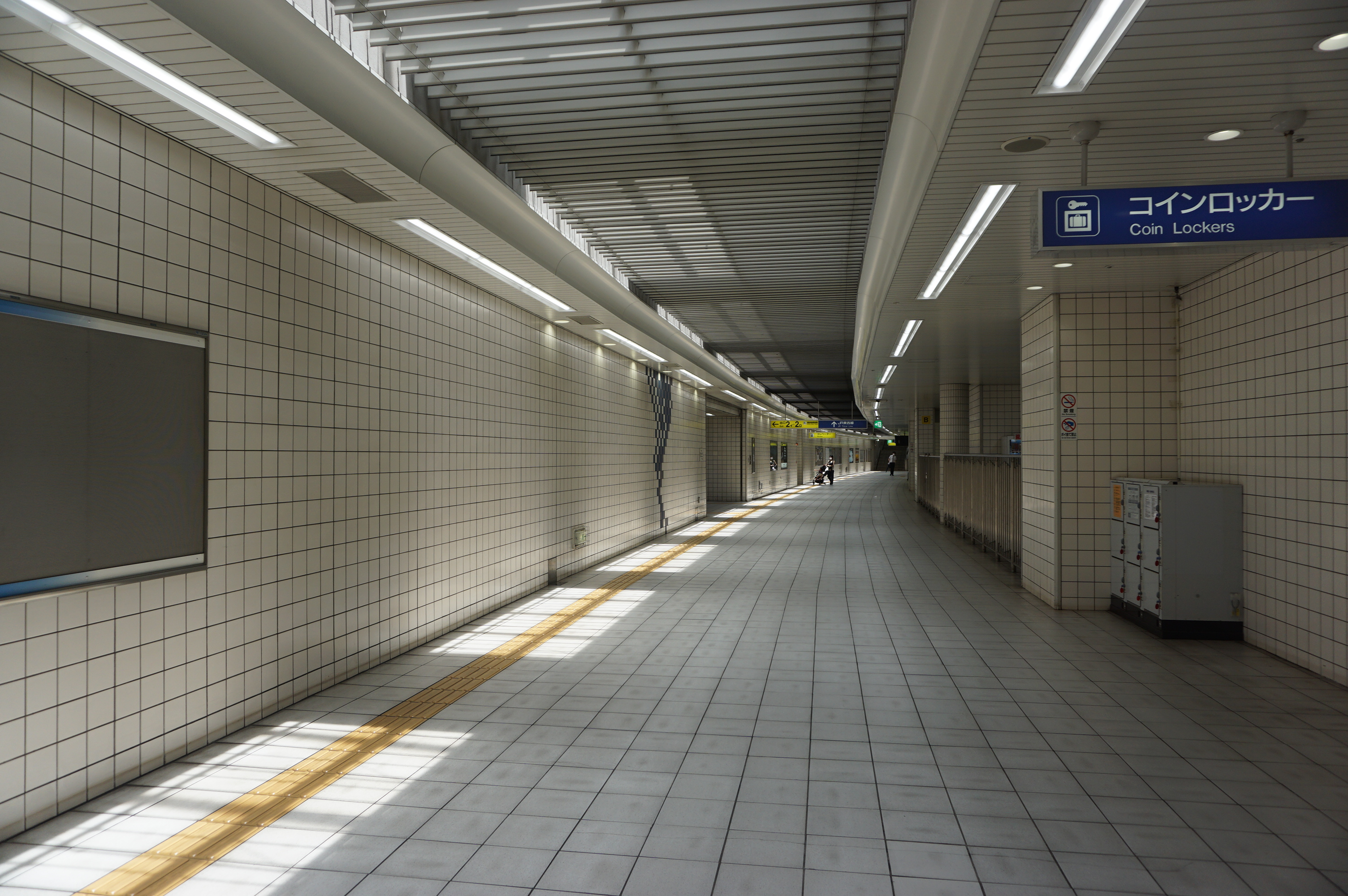
天窓のある改札外コンコース（2020年7月）
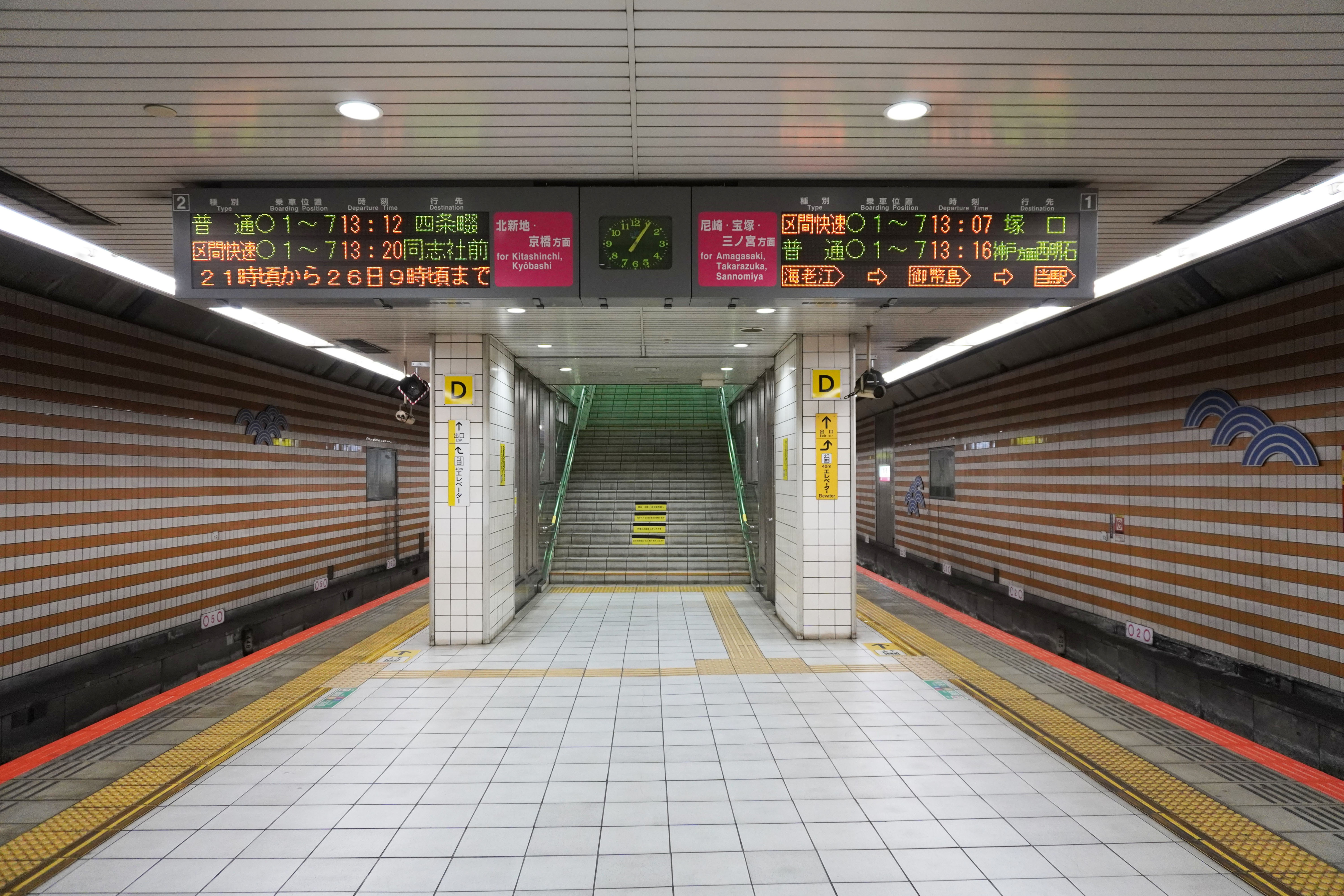
ホーム（2023年2月）

## 利用状況
2023年（令和5年）度の1日平均乗車人員は8,848人である。
開業後各年度の1日平均乗車人員は下表の通り。
| 年度               | 1日平均 乗車人員 | 増減率 | 定期利用状況 | 定期利用状況 | 出典          |
| 年度               | 1日平均 乗車人員 | 増減率 | 1日平均      | 定期率       | 出典          |
| ------------------ | ---------------- | ------ | ------------ | ------------ | ------------- |
| 1997年（平成09年） | 4,941            |        | 3,327        | 67.3%        | [ 大阪府 1 ]  |
| 1998年（平成10年） | 5,566            | 12.6%  | 3,848        | 69.1%        | [ 大阪府 2 ]  |
| 1999年（平成11年） | 5,900            | 6.0%   | 4,084        | 69.2%        | [ 大阪府 3 ]  |
| 2000年（平成12年） | 6,259            | 6.1%   | 4,300        | 68.7%        | [ 大阪府 4 ]  |
| 2001年（平成13年） | 6,477            | 3.5%   | 4,453        | 68.8%        | [ 大阪府 5 ]  |
| 2002年（平成14年） | 6,699            | 3.4%   | 4,646        | 69.4%        | [ 大阪府 6 ]  |
| 2003年（平成15年） | 7,146            | 6.7%   | 4,993        | 69.9%        | [ 大阪府 7 ]  |
| 2004年（平成16年） | 7,067            | -1.1%  | 5,005        | 70.8%        | [ 大阪府 8 ]  |
| 2005年（平成17年） | 7,193            | 1.8%   | 5,146        | 71.5%        | [ 大阪府 9 ]  |
| 2006年（平成18年） | 7,361            | 2.3%   | 5,255        | 71.4%        | [ 大阪府 10 ] |
| 2007年（平成19年） | 7,404            | 0.6%   | 5,295        | 71.5%        | [ 大阪府 11 ] |
| 2008年（平成20年） | 7,497            | 1.3%   | 5,310        | 70.8%        | [ 大阪府 12 ] |
| 2009年（平成21年） | 7,351            | -1.9%  | 5,177        | 70.4%        | [ 大阪府 13 ] |
| 2010年（平成22年） | 7,508            | 2.1%   | 5,304        | 70.6%        | [ 大阪府 14 ] |
| 2011年（平成23年） | 7,779            | 3.6%   | 5,514        | 70.9%        | [ 大阪府 15 ] |
| 2012年（平成24年） | 8,023            | 3.1%   | 5,706        | 71.1%        | [ 大阪府 16 ] |
| 2013年（平成25年） | 8,132            | 1.4%   | 5,810        | 71.4%        | [ 大阪府 17 ] |
| 2014年（平成26年） | 8,272            | 1.7%   | 5,985        | 72.4%        | [ 大阪府 18 ] |
| 2015年（平成27年） | 8,570            | 3.6%   | 6,208        | 72.4%        | [ 大阪府 19 ] |
| 2016年（平成28年） | 8,746            | 2.1%   | 6,385        | 73.0%        | [ 大阪府 20 ] |
| 2017年（平成29年） | 8,799            | 0.6%   | 6,440        | 73.2%        | [ 大阪府 21 ] |
| 2018年（平成30年） | 8,964            | 1.9%   | 6,538        | 72.9%        | [ 大阪府 22 ] |
| 2019年（令和元年） | 9,314            | 3.9%   | 6,782        | 72.8%        | [ 大阪府 23 ] |
| 2020年（令和02年） | 8,103            | -13.0% | 6,110        | 75.4%        | [ 大阪府 24 ] |
| 2021年（令和03年） | 8,150            | 0.6%   | 5,999        | 73.6%        | [ 大阪府 25 ] |
| 2022年（令和04年） | 8,537            | 4.7%   | 6,184        | 72.4%        | [ 大阪府 26 ] |
| 2023年（令和05年） | 8,848            | 3.6%   | 6,392        | 72.2%        | [ 大阪府 27 ] |

## 駅周辺
駅開業までは鉄道空白地帯であったため、加島地区と大阪駅の間には多くの路線バス便が運行されていた。当駅開業後も路線バス便は運行されているが、開業以前より本数は少なくなっている（下記、バス路線の節も参照）。
- 大阪府立東淀工業高等学校
- 淀川加島郵便局
- 田辺三菱製薬工場本社跡（旧・田辺製薬加島工場、閉鎖で現在は空き地）
- フクシマガリレイ本社
- IMV本社
- シノブフーズ本社
- 香具波志神社

## バス路線
北口付近に「加島駅前」停留所、南口南側の竹島公園付近に「竹島三丁目」停留所がある。両停留所共に、大阪シティバス（旧・大阪市営バス）の路線が発着する。
加島駅前
- 3番のりば
  - 97号系統：大阪駅前（北口）

竹島三丁目
- 38号系統：野田阪神前

過去には阪急バスが加島線の梅田（大阪駅）・阪急塚口方面や、岡町加島線の阪急岡町、豊中病院線の柴原駅（市立豊中病院）への各路線を北口に発着させていたが2021年3月末までに全路線が撤退。加島線の梅田方面は大阪シティバス97号系統と同じルートであった。また、加島線の運行が終了した2020年7月19日まで当駅近くに阪急バス加島出張所（車庫）があったが、敷地は阪急タクシーの大阪営業所となっている。

## その他
- 映画『交渉人 真下正義』に当駅がTTR桜田門線永田町駅として登場した。改札口のシーンではJスルーカードのステッカーが僅かに映り込んでいる。
- 当駅から東海道本線（JR神戸線）の塚本駅に向かう場合、途中下車をしないことを条件に「大阪市内」発着の乗車券だけで大阪市外にある隣の尼崎駅（兵庫県尼崎市）を経由出来る特例がある（当駅 - 尼崎駅間往復の運賃は不要）。
- 兵庫県内のJRの駅から新大阪駅で乗り換えて東海道・山陽新幹線に乗車する場合で、予め「大阪市内」からの乗車券を購入していた場合は、乗車駅で購入する乗車券は塚本駅までではなく当駅までを購入すればよい（新大阪駅の新幹線乗り換え改札口の自動改札機は、そのように精算されるよう対応している。交通系ICカードで乗車した場合も同様）。
- 直通する福知山線の「草野」と「広野」は常磐線の駅と表記と読みは同じだが、当駅と常磐線の「鹿島」は読みは同じだが表記は異なる

## 隣の駅
西日本旅客鉄道（JR西日本）
 JR東西線
■快速・■区間快速・■普通（すべてJR東西線内各駅停車）
御幣島駅 (JR-H47) - 加島駅 (JR-H48) - 尼崎駅 (JR-H49)

### 記事本文

### 利用状況
1. ↑  大阪府統計年鑑 - 大阪府
2. ↑  大阪市統計書 - 大阪市

#### 大阪府統計年鑑
1. ↑  大阪府統計年鑑（平成10年） (PDF)
2. ↑  大阪府統計年鑑（平成11年） (PDF)
3. ↑  大阪府統計年鑑（平成12年） (PDF)
4. ↑  大阪府統計年鑑（平成13年） (PDF)
5. ↑  大阪府統計年鑑（平成14年） (PDF)
6. ↑  大阪府統計年鑑（平成15年） (PDF)
7. ↑  大阪府統計年鑑（平成16年） (PDF)
8. ↑  大阪府統計年鑑（平成17年） (PDF)
9. ↑  大阪府統計年鑑（平成18年） (PDF)
10. ↑  大阪府統計年鑑（平成19年） (PDF)
11. ↑  大阪府統計年鑑（平成20年） (PDF)
12. ↑  大阪府統計年鑑（平成21年） (PDF)
13. ↑  大阪府統計年鑑（平成22年） (PDF)
14. ↑  大阪府統計年鑑（平成23年） (PDF)
15. ↑  大阪府統計年鑑（平成24年） (PDF)
16. ↑  大阪府統計年鑑（平成25年） (PDF)
17. ↑  大阪府統計年鑑（平成26年） (PDF)
18. ↑  大阪府統計年鑑（平成27年） (PDF)
19. ↑  大阪府統計年鑑（平成28年） (PDF)
20. ↑  大阪府統計年鑑（平成29年） (PDF)
21. ↑  大阪府統計年鑑（平成30年） (PDF)
22. ↑  大阪府統計年鑑（令和元年） (PDF)
23. ↑  大阪府統計年鑑（令和2年） (PDF)
24. ↑  大阪府統計年鑑（令和3年） (PDF)
25. ↑  大阪府統計年鑑（令和4年） (PDF)
26. ↑  大阪府統計年鑑（令和5年） (PDF)
27. ↑  大阪府統計年鑑（令和6年） (PDF)